# Luis Franco Lahoz
Luis Franco Lahoz (Zaragoza, 22 de septiembre de 1952) es un arquitecto español.
Licenciado en la Escuela Técnica Superior de Arquitectura de la Universidad de Navarra es profesor de la misma y miembro de la Sociedad Económica de Amigos del País. Junto a Mariano Pemán Gavín, con quien comparte los proyectos, han destacado sus actuaciones de recuperación del patrimonio histórico-artístico de Zaragoza en la Catedral del Salvador y el Palacio de la Aljafería. Ha obtenido diversos premios entre los que destaca el Premio Nacional de Restauración en 1999.
Es profesor ayudante en la escuela de Arquitectura de Zaragoza.